# 上野響平
上野 響平（うえの きょうへい、2001年4月26日 - ）は、大阪府貝塚市出身の元プロ野球選手（内野手）。右投右打。

## 経歴

### プロ入り前
貝塚市立西小学校1年の時に貝塚スポーツ少年団西地区で野球をはじめ、4年からは遊撃手を務めていたが、肩の強さを見込まれ捕手も兼任していた。貝塚市立第一中学校時代は貝塚シニアに所属。
京都国際高校では入学直後にレギュラーを獲得。2年秋からは主将を務め、3年春は京都府大会を制した。3年夏の京都府予選は「1番・遊撃手」でチームを引っ張り決勝に進出したが、決勝で立命館宇治にサヨナラ負けを喫した。甲子園出場経験はない。超高校級の守備力と評価され、「牛若丸」と呼ばれた。
2019年10月17日に行われたプロ野球ドラフト会議において北海道日本ハムファイターズから3位指名を受け、11月13日に契約金3500万円、年俸530万円（推定）で仮契約を結んだ。

### 日本ハム時代

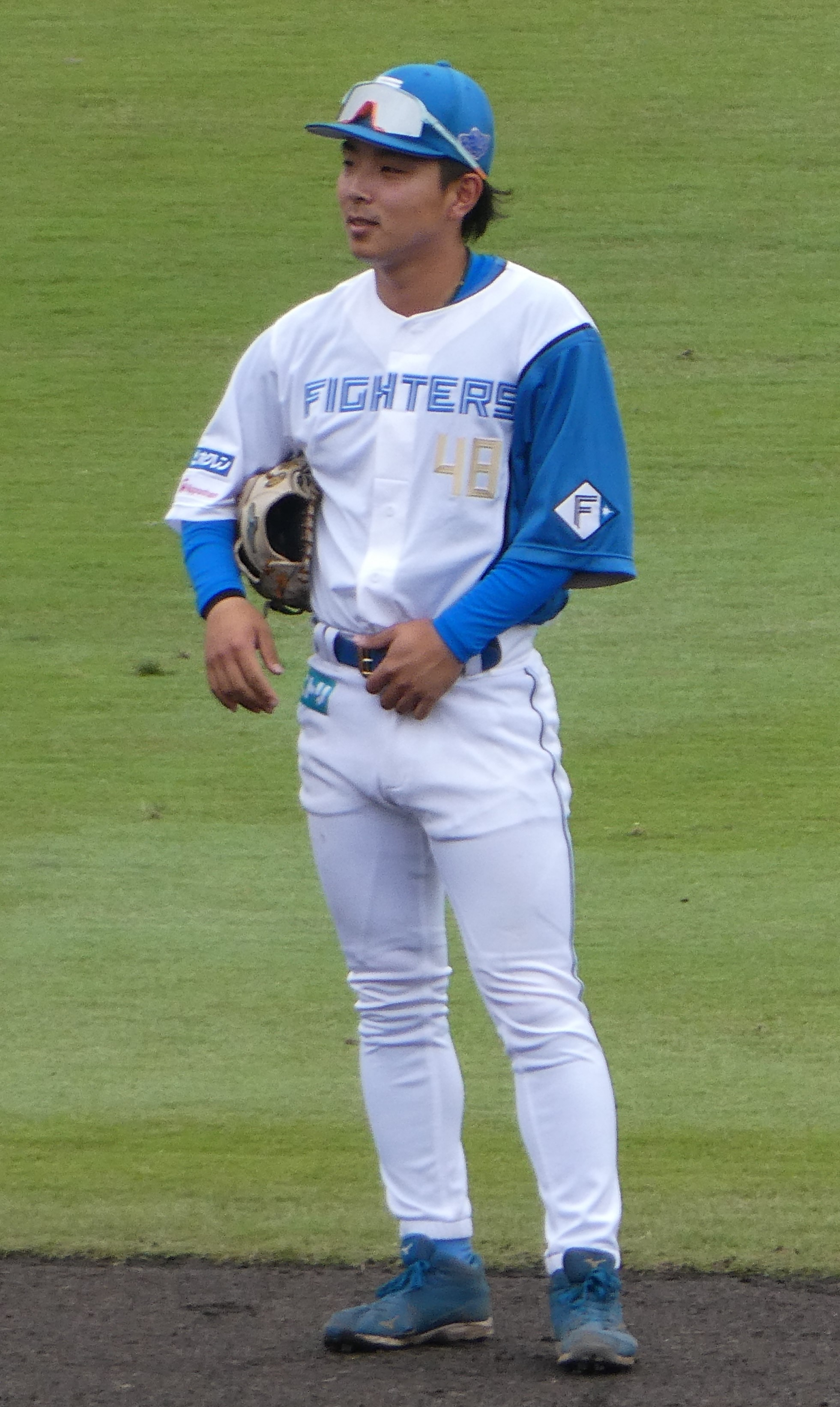
日本ハム時代
2022年6月18日 ファイターズ鎌ケ谷スタジアム

2020年は、イースタン・リーグ公式戦51試合に出場し、打率.174、0本塁打、8打点の成績で、一軍での出場はなかった。
2021年は、4月13日にプロ入り後初めて一軍への昇格を果たし、同日の試合ではスタメン起用によって一軍公式戦初出場を経験したが、結局4試合の出場にとどまった。イースタン・リーグでは公式戦68試合に出場し、打率.209、0本塁打、10打点の成績だった。
2022年は、4月6日に一軍に昇格し、18日の対楽天戦でシーズン2回目のスタメン起用されると、早川隆久からプロ初安打となる二塁打を打った。しかし、5月3日の試合でヒットエンドランの指示に対してミスを喫すると、翌4日に二軍降格となった。7月20日に再昇格するが、8月1日に抹消後はそのままシーズンを終えた。一軍公式戦12試合の出場で31打席に立つも、安打は2本のみの打率.074の成績だった。イースタン・リーグでは公式戦72試合に出場し、打率.186、0本塁打、11打点の成績だった。更に10月に開催されたフェニックス・リーグでの試合中にスクイズを空振りし、その様子を観戦していた新庄剛志監督の逆鱗に触れる形となり、同月23日に戦力外通告を受けた。

### オリックス時代
2022年12月1日、オリックス・バファローズと育成選手として契約を締結したことが発表された。
2023年は、支配下登録されることなく、ウエスタン・リーグ公式戦80試合に出場し、打率.213、1本塁打、12打点の成績だった。8月には17試合の出場で、打率.351、得点圏打率5割の成績からファーム月間MVPを受賞した。12月にはアジアウインターベースボールリーグに「NPB RED」の一員として途中参加した。
2024年は二軍で12試合に出場して打率.167に終わった。10月3日に2度目となる戦力外通告を受けた。

### 現役引退後
12月27日にオリックス球団が上野が球団職員に転身し、事業本部事業運営部スタジアム運営グループに配属される事が発表された。

## 選手としての特徴
目標とする選手は今宮健太。
守備力が高く、グラブさばきとフットワークに秀でている。2022年の文春オンラインの記事では球際の強さと送球が評価されており、ボールを握り直さず、強肩で速くて正確な送球を行うとされる。プロ入り2年目の開幕前、当時の監督・栗山英樹から「すぐ（一軍で）使えるなって」と評価し、3年目のときの監督・新庄剛志からも「将来は守備だけで1億円も稼ぐ」と期待をかけられていた。
高校時代から打撃については非力と評され、高校3年の5月までは高校通算0本塁打であったが、6月の練習試合で10本塁打を記録しており最終的には高校通算11本塁打となった。プロ入り後も打撃力に苦しんでおり、ファームでも2割少し超える程度の打率に留まっていた。バントの際、右手一本でバットを構える癖があり、一度で決められないことが多かった。

## 詳細情報

### 年度別打撃成績
| 年 度     | 球 団     | 試 合 | 打 席 | 打 数 | 得 点 | 安 打 | 二 塁 打 | 三 塁 打 | 本 塁 打 | 塁 打 | 打 点 | 盗 塁 | 盗 塁 死 | 犠 打 | 犠 飛 | 四 球 | 敬 遠 | 死 球 | 三 振 | 併 殺 打 | 打 率 | 出 塁 率 | 長 打 率 | O P S |
| --------- | --------- | ----- | ----- | ----- | ----- | ----- | -------- | -------- | -------- | ----- | ----- | ----- | -------- | ----- | ----- | ----- | ----- | ----- | ----- | -------- | ----- | -------- | -------- | ----- |
| 2021      | 日本ハム  | 4     | 2     | 2     | 0     | 0     | 0        | 0        | 0        | 0     | 0     | 0     | 1        | 0     | 0     | 0     | 0     | 0     | 1     | 0        | .000  | .000     | .000     | .000  |
| 2022      | 日本ハム  | 12    | 31    | 27    | 2     | 2     | 1        | 0        | 0        | 3     | 0     | 0     | 0        | 2     | 0     | 2     | 0     | 0     | 9     | 0        | .074  | .138     | .111     | .249  |
| 通算：2年 | 通算：2年 | 16    | 33    | 29    | 2     | 2     | 1        | 0        | 0        | 3     | 0     | 0     | 0        | 2     | 0     | 2     | 0     | 0     | 10    | 0        | .069  | .129     | .103     | .232  |

- 2024年度シーズン終了時

### 年度別守備成績
| 年 度 | 球 団    | 遊撃  | 遊撃  | 遊撃  | 遊撃  | 遊撃  | 遊撃     |
| 年 度 | 球 団    | 試 合 | 刺 殺 | 補 殺 | 失 策 | 併 殺 | 守 備 率 |
| ----- | -------- | ----- | ----- | ----- | ----- | ----- | -------- |
| 2021  | 日本ハム | 4     | 3     | 2     | 1     | 0     | .833     |
| 2022  | 日本ハム | 11    | 12    | 38    | 2     | 6     | .962     |
| 通算  | 通算     | 15    | 15    | 40    | 3     | 6     | .948     |

- 2024年度シーズン終了時

### 記録
初記録
- 初出場・初先発出場：2021年4月13日、対埼玉西武ライオンズ3回戦（メットライフドーム）、9番・遊撃手で先発出場
- 初打席：同上、3回表に松本航から見逃し三振
- 初安打：2022年4月8日、対東北楽天ゴールデンイーグルス1回戦（札幌ドーム）、3回裏に早川隆久から左越二塁打

### 背番号
- 48（2020年 - 2022年）
- 124（2023年 - 2024年）

### 登場曲
- 「DREAMERS」GENERATIONS from EXILE TRIBE（2021年 - 2022年）
- 「ニュー・マイ・ノーマル」Mrs.GREEN APPLE （2022年）